# Dactylocladius longicalcar
Dactylocladius longicalcar är en tvåvingeart som först beskrevs av Jean-Jacques Kieffer 1911.  Dactylocladius longicalcar ingår i släktet Dactylocladius och familjen fjädermyggor.
Artens utbredningsområde är Tyskland. Inga underarter finns listade i Catalogue of Life.